# 古钧台
古钧台又名夏台，是夏启王大宴诸侯、举行开国典礼的地方。此后，夏代诸王践位、中央施政、与诸侯商议国事都在此，成为夏“王宫王苑”的重要组成部分。
现存古钧台，在河南省禹州市第一高级中学院内，於清康熙三十八年（1699年）禹州知州于国璧筹资重建，为砖石结构，略呈方形，高4.4米，阔7.4米，台下有洞，进深6.15米。南面正中有洞门，宽2.46米，高2.87米，块石拱券，上额书“古钧台”，洞门两侧有砖刻对联，上联“得名始于夏”，下联“怀古几登台”。台上原有楼阁建筑，民国时期毁损，1991年禹州市政府拨款10余万元重修。 重修后的古钧台，洞额与楹联依旧，台上筑起的亭殿为双重檐，两滴水宫殿式，仿古建筑周围有24根明柱支撑，红柱黄瓦，透花门窗。四边围以青石雕刻栏杆，石栏20块，上刻与夏启有关的历史典故、风景文物画图，整体建筑古朴典雅，巍峨壮观。

## 歷史背景
传说在唐尧（帝尧）、虞舜（帝舜）做部落首领时，黄河流域发生了特大的洪水，大地一片汪洋，人民生活十分艰难。帝尧派崇伯鲧治理洪水，鲧用堵塞围垫的方法，治水九年而无功。虞舜派崇伯鲧的儿子禹去治理洪水，禹总结了父亲治水的经验教训，“劳身焦思，居外十三年，过家门不敢入”，他“薄衣食”、“卑宫室”、“致费于沟域”（《史记·夏本纪》），采用疏导的方法，终于把洪水治服，禹的个人声望与实力与日俱增。不久，他用武力迫使舜把帝位让给自己，禹王成为夏部落联盟的首领。据史籍记载，禹把天下划分为九州，将居民按照地域分为九个区域进行统治，征收贡赋。为了加强自己的统治，又制订了刑罚法律，设置了监狱、军队等公共权力机构，初步建立了奴隶制的国家政权。
禹駕崩后，他的儿子启继承了他的王位。东方夷族的首领伯益和启的同姓氏族有扈氏，以维护旧传统为借口，起兵反叛。夏启王用武力征服了他们，杀掉伯益，把有扈氏罚作牧奴，第一次实现了从禅让制到家天下的转变。夏启王于夏启元年即位于夏邑，“大飨诸侯于钧台（《竹书纪年》）”，这是中国历史上的一件大事，它标志着中国历史上第一个奴隶制国家的正式建立。夏邑就是今天的禹州市，钧台也称夏台。
钧台原址在禹州市区南三峰山的东峰，毗邻颍水。《水经注》记载：「水（即颍水）东经三峰山，东南历大陵西，陵上有启筮亭，启享神于大陵上，即钧台也。后来历经战乱，古钧台已荡然无存。清康熙三十八年（1699年），知州于国壁在禹州城的西北角重建古钧台。清光绪年间又重修一次。古钧台的形状略呈长方，座北向南，砖石结构。正中有一拱券门洞，南北透过。拱券上额题有“古钧台”三个字，洞门两侧嵌有砖刻楹联一幅：得名始于夏，怀古登几台。台上建有亭殿一座，民国年间遭毁。因其年久失修，1991年禹州市人民政府在原址又重建古钧台。

## 現況
重建后的古钧台比以前较为宽大一些，形状相近。过洞装有虎钉朱门，门楣上嵌刻有“古钧台”三字的石匾一方，原拱券门洞两侧的楹联仍嵌于大门两侧，台上亭殿为双重檐两滴水宫殿式仿古建筑，周围有24根朱红明柱支撑，红柱黄瓦，透花门窗，四边围以青石雕刻栏杆。整体看来，古钧台显得古朴典雅，宏伟壮观。
古钧台的后面是禹王庙。人们为了纪念夏禹在唐代天宝年间(742—756年)建立了禹王庙。禹王庙原先的规模较为宏大，有大殿、二殿、廊房、门庭等建筑。殿内供奉着夏禹及夏启两尊神像。但因年代久远，目前仅存有大殿一座，石碑两块。
古钧台是禹州的标志性古建筑物，是禹州城市的象征。1958年被禹县人民政府公布为县级文物保护单位。2008年，成为河南省文物保护单位。